# 烏耶爾吉湖
55°47′00″N 61°33′00″E / 55.7833°N 61.55°E
烏耶爾吉湖（俄语：Уелги），是俄羅斯的湖泊，位於該國西南部，由車里雅賓斯克州負責管轄，處於庫納沙克區，長12公里、寬6公里，面積60.3平方公里，平均水深2.3米，最大水深3.8米。